# Pomorski muzej Crne Gore
Pomorski muzej u Kotoru  ili Pomorski muzej Crne Gore u Kotoru je kulturno-obrazovna ustanova, jedina te vreste u Crnoj Gori, koja pored muzeološke uloge ima i kulturni karakter, koji potvrđuje organizovanjem raznih manifestacija poput promocije knjiga, izložbi slika, muzičkih izvođenja i obiležavanje značajnih događaja, i time privlači veliki broj turista i ljubitelja pomorstva i istorije.
Nastao je postepenim razvitkom iz prvobitne zbirke predmeta od istorijske i kulturne vrednosti Bratovštine Bokeljske mornarice u Kotoru (osnovane oko 1880. godine), koja je od 1900. godine bila otvorena za javnost, a od 1938. godine predstavljena u novoosnovanom Pomorskom muzeju, prvo na prvom spratu sadašnje muzejske zgrade, a onda nakon Drugog svetskog rata u čitavoj baroknoj palati plemićke porodice Grgurina.

## Položaj i razmeštaj
Muzej se nalazi u baroknoj palati, poznatoj kao Grgurina iz 18. veka u središnjem delu Starog grada Kotora na Trgu Bokeljske mornarice 391.
Muzej raspolaže i velikom terasom na prvom spratu, koja u letnjim mesecima prilikom održavanja brojnih kulturnih dešavanja služi za organizovanje prigodnih koktela.
U ovoj ustanovi postoji i radionica za konzervaciju,  u kojoj rade i dva konzervatora koja brinu o predmetima iz Muzeja, ali i artefaktima celog grada jer se veliki broj vrednih predmeta nalazi u privatnim kolekcijama koji  se najčešće i ne čuvaju na najbolji način.

## Istorija
Ideja za osnivanje Pomorskog muzeja u Kotoru potekla je krajem 19. veka od članova Bokeljske mornarice okupljenih oko „Plemenitog tela Bokeljske Mornarice u Kotoru“  koji su na jednom od svojih sastanaka izrazili želju da formiranju zbirke predmeta od istorijske i kulturne vrednosti koja bi predstavlja začetak pomorske muzeološke delatnosti u Kotoru.

Nakon što su početkom 20. veka članovi Bokeljske mornarice (kao memorijalna institucija), počeli intenzivno da prikuplja predmete koji su bili vezani za prošlost Mornarice i ukupno pomorstvo Boke kotorske, na sednici opštinskog veća 28. januara 1906. godine...
| „ | većnik don Ivan Radimiri, prepozit stolne crkve svetog Tripuna, predložio da se na idućoj sednici Veća stavi na dnevni red imenovanje inicijativnog odbora za osnivanje muzeja u Kotoru što je jednoglasno usvojeno. | ” |

 Iste godine, sledilo je postavljenje većnika Ivana Radimira za predsednika novoosnovanog Bokeljskog starinarskog društva. Međutim njegov rad nije zaživeo sve do stvaranja Pomorskog muzeja 1938. godine godine u palati Grgurina u Kotoru.
Osnivanju Muzeja prethodila je 7. oktobra 1934. godine velika izložba istorijskog blaga u palati Grgurina, u kojoj  će četiri godine kasnije biti osnovan današnji Pomorski muzej u Kotoru. Na izložbi su prikazani redmeti koji su ostali sačuvani nakon Velikog rata (nešto preko 700). Veliki deo tih predmeta pripadao je Bokeljskoj mornarici. Najzaslužniji za realizaciju pomenute izložbe bio je poznati bokeljski rodoljub, Sigismund Sbutega, glavni kućevlasnik reprezentativne palate
Grgurina.
Nakon izložbe iz 1934. godine velikim zalaganjem podadmirala Bokeljske mornarice Rudolfa
Đunija zakupljen je i adaptiran deo prvog sprata u palati Grgurina, sadašnjeg Pomorskog muzeja (do tada Sresko načelstvo). Najveći deo troškova zakupa platilo je tadašnje parobrodarsko društvo „Zetska plovidba“ iz Kotora.
Temelje Pomorskom muzeju Kotoru u predvečerje Drugog svetskog rata 1938. godine na dan Svetog Tripuna, postavio je kotorski zanatlija Josip Jakičević, inače član uprave Bratovštine Bokeljske mornarice u Kotoru, koji je i otpočelo sa sređivanjem muzejske zbirke stare bratovštine pomoraca Kotora i Boke kotorske.

Početkom Drugog svetskog rata italijanska okupaciona vlast ispraznila je palatu Grgurina, i samo  zaslugom tadašnjeg dobrovoljnog kustosa Muzeja, Marka Kurjala sve zbirke su sklonjene i sačuvane od uništenja i otuđenja do oslobođenja Jugoslavije 1945. godine. Kurjela je bio kustos Muzeja sve do njegove smrti 3. februara 1952. godine, koja se dogodila sedam meseci pre zvaničnog otvaranja obnovljenog Pomorskog muzeja 1952. godine. 
| „ | Isključivo zaslugom, Marka Kurjala sačuvan je ogroman fond iz vremena Prvog i Drugog svetskog rata, i kasnije od njega stvorena institucija kakav je Pomorski muzej. | ” |

Nakon smrti Marka Kurjala brigu oko Muzeja preuzeo je Mesni odbor, a kasnije Sreski odbor Kotora, koji je od 1949—1952. godine čitavu, baroknu palata plemićke porodice Grgurina, kompletno restaurirao i adaptirao za potrebe Muzeja.
Katastrofalni zemljotres u Crnoj Gori 15. aprila 1979. godine prekinuo je muzeološke delatnosti Muzeja, na pet godina, jer je zgrada pretrpela znatna oštećenja. Nakon obavljenih sanacionih, konzervatorski i restauratorski radovi od 1982—1984. na palati Grgurina u kojoj je smešten Muzej, posle petogodišnjeg prekida muzej je nastavio sa radom, 1984. godine.
Povodom proslave 1200 godina od prenosa relikvija Svetog Tripuna i postojanja Bokeljske mornarice, Pomorski muzej je bio suorganizator proslave zajedno sa Kotorskom biskupijom, Bokeljskom mornaricom i Opštinom Kotor. Tim povodom u Pomorskom muzeju otvoreno je obnovljeno odjeljenje Bokeljske mornarice i priređena izložba „Bokeljska mornarica na fotografijama 1860—1960. godine.

## Muzejske zbirke
U okviru muzeja postoje tri zbirke:
- pomorsko-tehnička — koja dočarava pomorsko-tehničku tradiciju Boke kotorske
- istorijsko-umetnička — koja prikazuje istorijsku tradiciju i raskošne enterijere kotorskih palata
- etnološka — koja prikazuje umeće kotorskih zanatlija i bogatstvo tradicionalne narodne umetnosti Boke kotorske.

Oružje Bokeljske mornarice izloženo u muzeju je trofejnog porekla, većinom iz 19. i 19. veka. Puške šaralije (naziv je domaćeg, bokeljskog porekla), inače kremenjače, većinom su neispravne i nedostaju im pojedini dijelovi. Prema postojećoj dokumentaciji iz Pomorskog muzeja Crne Gore u Kotoru iste one su rađene severu Italije od 17. do 19. veka odakle su nabavljane cevi i mehanizmi ovih pušaka, a sastavljanje i ukrašavanje je obavljano u domaćim radionicama. Treba napomenuti i da je veliki broj gotovih primeraka donesen jer je to bilo vreme velikog kretanja pomoraca, a i trgovina se obavljala na širem području Mediterna.

## Muzejske postavke
Muzejske postavke ove kulturne institucije podeljene su u tri etaže, i to:
Prizemlje
U ovom delu je odmah na ulazu u prizemni deo, izloženo je šest bronzanih ploča u reljefu koje prikazuju najznačajnije događaje i najznačajnije ličnosti iz prošlosti Boke kotorske. 
U sledećoj prostoriji (koja je namenjena osobama sa posebnim potrebama) ali i drugim posetiocima, na velikom ekranu naizmenično se smenjuju prikazi fotografija muzejskih artefakata, koje se mogu pratiti uz pomoć audio vodiči na šest svetskih jezika.
Prvi sprat
Prvi sprat, ima pet zasebnih izložbenih prostorija i to: 
- centralnu salu — koja obuhvata istorijsko-pomorski period od 16. do 18. veka
- salon kapetanske porodica Florio iz 19. veka,
- salon kapetanske porodica Ivelić iz 19. veka,
- etnografski deo,
- prostoriju starog oružja.

Drugi sprat
Kao i prvi i ovaj sprat ima pet zasebnih izložbenih prostorija i to: 
- centralnu salu sa pomorsko-tehničkom zbirkom iz 18. i 19. veka,
- odeljenje poznate bratovštine Bokeljske mornarice (stare 12 vekova),
- odeljenje prvog i drugog svetskog rata,
- odeljenje pomorskog školstva i crnogorskog pomorstva,
- prostoriju parobrodarstva i Jugooceanije.

## Radno vreme
U letnjem periodu, za vreme aktivne turističke sezone, Pomorski muzej radi od 8 do 22 časa.
U ostalom delu godine vrata muzeja su otvorena ne samo za pojedinačne posetioce i za organizovane grupe, već i za visoke delegacije iz raznih zemalja, ali uz prethodnu najavu.

## Spoljašnje veze
- Pomorski muzej  — www.montenegro.travel
- Saradnja bokeljske mornarice i Pomorskog muzeja Crne Gore — www.bokeljskamornarica.com